# Гольберг, Екатерина Михайловна
Екатерина Михайловна Голь(д)берг (род. 21 июня 1980) — российская самбистка и дзюдоистка, чемпионка и призёр чемпионатов России и мира, победительница и призёр розыгрышей Кубков России и мира, серебряный (2004) и бронзовый (2008) призёр чемпионатов Европы, Заслуженный мастер спорта России по самбо, мастер спорта России по дзюдо, тренер. Выступала в 2-й полусредней (до 64 кг) и 1-й средней (до 68 кг) весовых категориях. Тренировалась под руководством Заслуженного тренера России Ю. Шоя. В 2006 году окончила Астраханский государственный технический университет по специальности «Технология спортивной подготовки», после окончания которого поступила в аспирантуру Волгоградской государственной академии физической культуры (кафедра теории и методики физической культуры).

## Спортивные результаты
- Чемпионка мира среди юниоров;
- Серебряный призёр чемпионата Европы среди юниоров;
- 2-кратная чемпионка мира среди студентов;
- 4-кратная чемпионка России;
- 3-кратная обладательница Кубка России;
- Призёр чемпионатов Европы;
- чемпионка мира;
- 6-кратная обладательница Кубка мира.
- Чемпионат России по самбо среди женщин 2007 года — ;
- Чемпионат России по самбо среди женщин 2008 года — ;
- Чемпионат России по самбо среди женщин 2009 года — ;
- Чемпионат России по самбо среди женщин 2010 года — ;
- Чемпионат России по самбо среди женщин 2013 года — ;
- Чемпионат России по самбо среди женщин 2014 года — ;
- Чемпионат России по самбо 2016 года — ;

## Награды
- Орден за заслуги перед Астраханской областью;
- Обладательница Чароитовой звезды как молодое дарование России;
- Победительница регионального конкурса «Женщина — руководитель года» в номинации «Женщина-успех».